# Секстант (сазвежђе)
Секстант (лат. Sextans), је једно од 88 модерних сазвежђа. Мања констелација позиционирана у висини небеског екватора коју је увео астроном Јоханес Хевелије.

## Значајне карактеристике
Сектанс Б је прилично светла патуљаста неправилна галаксија магнитуде 6,6, на удаљености од 4,3 милиона светлосних година од Земље. Део је Локалне групе галаксија.
CL J1001+0220 је од 2016. године најудаљеније познато јато галаксија на црвеном помаку z = 2,506, 11,1 милијарди светлосних година од Земље.
У јуну 2015, астрономи су известили о доказима за звезде популације III у галаксији Космос црвени помак 7 (на z = 6,60) пронађене у Секстанс. Такве звезде су вероватно постојале у врло раном свемиру (тј. са великим црвеним помаком) и можда су започеле производњу хемијских елемената тежих од водоника који су потребни за касније формирање планета и живота каквог познајемо.